# Роттсли (лунный кратер)
Кратер Ро́ттсли (лат. Wrottesley) — крупный ударный кратер в области юго-восточного побережья Моря Изобилия на видимой стороне Луны. Название присвоено в честь английского астронома Джона Роттсли (1798—1867) и утверждено Международным астрономическим союзом в 1935 г. Образование кратера относится к позднеимбрийскому периоду.

## Описание кратера
Ближайшими соседями кратера Роттсли являются кратер Био на западе-северо-западе; кратер Холден на северо-востоке; кратер Петавий на юго-востоке и кратер Снеллиус на юге. На северо-западе от кратера расположено Море Изобилия; на юго-западе долина Снеллиуса. Селенографические координаты центра кратера 23°54′ ю. ш. 56°37′ в. д. / 23,9° ю. ш. 56,62° в. д., диаметр 58,4 км, глубина 4230 м.
Кратер имеет полигональную форму с небольшим выступом в южной части и практически не разрушен. Вал с четко очерченной кромкой, внутренний склон вала террасовидной структуры, со следами обрушения. На юго-востоке между валами кратеров Роттсли и Петавий находится узкая долина. Высота вала над окружающей местностью достигает 1180 м, объём кратера составляет приблизительно 2700 км³. Дно чаши пересеченное, с обилием одиночных небольших холмов. В центре чаши расположен массив пиков высотой 1400 м.

## Сателлитные кратеры

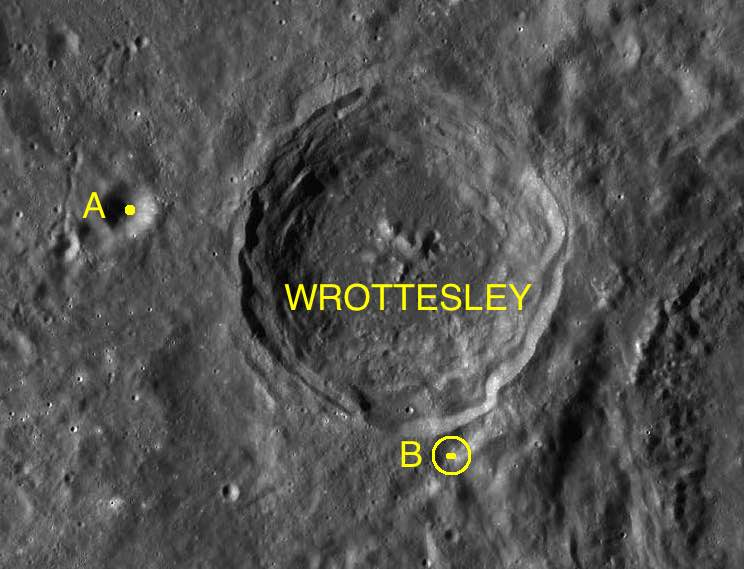
Фрагмент карты LAC-98.

| Роттсли | Координаты                                            | Диаметр, км |
| ------- | ----------------------------------------------------- | ----------- |
| A       | 23°34′ ю. ш. 54°56′ в. д. / 23,57° ю. ш. 54,93° в. д. | 9,4         |
| B       | 24°58′ ю. ш. 56°52′ в. д. / 24,97° ю. ш. 56,87° в. д. | 7,8         |